# یوان پابلو هرناندز
یوان پابلو هرناندز (اسپانیایی: Yoan Pablo Hernández‎؛ زادهٔ ۲۸ اکتبر ۱۹۸۴) بوکسور اهل کوبا است.